# Ritchiea spragueana
Ritchiea spragueana là một loài thực vật có hoa trong họ Capparaceae. Loài này được Gilg & Gilg-Ben. miêu tả khoa học đầu tiên năm 1915.